# Higinio Cazón
Higinio D. Cazón (São Miguel de Tucumã, 1864 - Balcarce, 1914) foi um payador, escritor e compositor argentino. Gravou alguns dos primeiros tangos crioulos, como por exemplo: "El Taitá". Publicou um folheto chamado Alegrías y Pesares, onde incluiu sua composição "Bajo el Ombú Copioso", a qual fez com que o reconhecessem como poeta. Em 30 de junho de 1896, travou um duelo de payadas com Gabino Ezeiza, no Teatro Doria de Buenos Aires. Construiu amizades com outros payadores da época, em especial com Madariaga e Ángel Villoldo, o que fez com que formassem um grupo de tango. Faleceu de repente em uma excursão musical, na cidade de Balcarce.
Se reunia no Café de los Angelitos com outros artistas da época, tais como: Gabino Ezeiza e Carlos Gardel. Devido a isto, foi imortalizado ao ser mencionado na canção "Café de los angelitos" de Cátulo Castillo.